# Maria Kliegel
Maria Kliegel (née le 14 novembre 1952) est une violoncelliste allemande.

## Biographie
Maria Kliegel naît à Dillenburg, en Hesse. Elle étudie avec János Starker à partir de 19 ans à université d'Indiana à Bloomington.  Elle remporte le premier prix de l'American College Competition (Chicago), celui du concours Allemand (Bonn) et le concours Aldo Parisot (Brésil) ; elle remporte aussi le grand prix du second concours de violoncelle Mstislav Rostropovich en 1981 (Paris). Ce dernier l'a décrite comme « la meilleure violoncelliste écoutée depuis Jacqueline du Pré ».
Le compositeur Alfred Schnittke a reconnu la qualité de son travail lors de l'enregistrement de son premier concerto pour violoncelle et orchestre en 1990. Elle a créé l’Hommage à Nelson Mandela de Wilhelm Kaiser-Lindemann (de) et Sofia Gubaidulina.
Elle a autrefois joué un Stradivarius de 1693, connu sous le nom d’ex-Gendron, d'après le nom du fameux violoncelliste français Maurice Gendron, lequel l'a joué plus de trente ans. Actuellement, elle joue un violoncelle fabriqué par Carlo Tononi à Venise, ca. 1730.
Depuis 1986, elle enseigne en classe de maître à la Hochschule für Musik de Cologne. Elle est membre de nombreux jurys de concours.
En 2001, elle fonde le Trio Xyrion avec  Nina Tichman au piano et Ida Bieler au violon et se produit régulièrement avec cet ensemble. Elles ont enregistré les trios de Beethoven et un arrangement pour trio de la seconde symphonie (Naxos).

## Discographie
Maria Kliegel a effectué de nombreux enregistrements pour le label Naxos, notamment des concertos ou d'autres œuvres de Beethoven, Bloch, Brahms, Bruch, Donhanyi, Dvořák, Elgar, Lalo, Saint-Saëns, Chostakovitch, Schumann, Tavener et Tchaikovski. Elle a aussi enregistré un large ensemble de musique de chambre de Brahms, Chopin, Demus, Gubaidulina, Kodály, Mendelssohn, Schubert et Bach.

### Concertos
- Bruch, Kol Nidrei ; Bloch, Schelomo ; Tchaikovski, Variations sur un thème rococo, Pezzo capriccioso, Nocturne - Orchestre symphonique d'Irlande, Dir. Gerhard Markson (1993, Naxos 8.550519)[2]
- Dvořák et Elgar, Concertos pour violoncelle - RPO, Dir. Michael Halasz (1992, Naxos 8.550503)[3]
- Haydn, Concertos pour violoncelle - Orchestre de chambre de Cologne, Dir. Helmuth Müller-Brühl (2000, Naxos 8.551559)[4]
- Lalo, Concerto pour violoncelle en ré mineur, Sonate pour violoncelle et piano, Chants russes - Bernd Glemser, piano ; Nikolaus Esterházy Sinfonia, Dir. Michael Halasz (1998 - Naxos 8.554469)[5]
- Saint-Saëns, Concertos pour violoncelle n°1 & n°2 ; Suite pour violoncelle et piano, op. 16 ; Allegro appassionato - Bournemouth Sinfonietta, Dir. Jean-François Monnard (1995, Naxos 8.553039)[6]
- Chostakovitch, Concertos pour violoncelle - Orchestre de la radio polonaise (Katowice), Dir. Antoni Wit (1995, Naxos 8.550813)[7]

### Musique de chambre
- Bach, Suites pour violoncelle seul, BWV 1007-1012 (mai 2003, 2CD, Naxos 8.557280-81)[8]
- Beethoven, Sonate pour violoncelle op. 5, Variations WoO 46 - avec Nina Tichman, piano (2002, Naxos 8.555785)[9]
- Beethoven, Sonates pour violoncelle, op. 69 et op. 64 - avec Nina Tichman, piano (2001, Naxos8.555786)[10]
- Beethoven, Sonates pour violoncelle, op. 102 - avec Nina Tichman, piano (2003–2004, Naxos 8.555787)[11]
- Beethoven, Trios avec piano, Symphonie no 2 arr. pour trio (3 volumes) (3CD Naxos)
- Brahms, Sonates pour violoncelle, op. 38, 78 et 99 - avec Kristin Merscher, piano (1991, Naxos 8.550656)[12]
- Chopin, Sonate pour violoncelle, Polonaise brilliante, Grand duo - avec Bernd Glemser, piano (1994, Naxos 8.553159)[13]
- Fauré, Sonates pour violoncelle, Après un rêve, Papillon, Sicilienne - avec Nina Tichman, piano (2005, Naxos 8.557889)[14]
- Kodály, Préludes de chorals, Sonates pour violoncelle, op. 4 et 8 - avec Jenő Jandó, piano (1994–1995, Naxos 8.553160)[15]
- Mendelssohn, Sonates pour violoncelle, Variations concertantes - avec Kristin Merscher, piano (1992, Naxos 8.550655)[16]
- Onslow, Sonates pour violoncelle - avec Nina Tichman, piano (2011, Naxos 8.572830)
- Saint-Saëns, Sonates pour violoncelle ; Suite pour violoncelle et piano, op. 16 - avec François-Joël Thiollier, piano (2004, Naxos 8.557880)[17]
- Schubert, Sonate Arpeggione ; Schumann, Fantasiestücke, Stücke im Volkston, Adagio et allegro - avec Kristin Merscher, piano (1991, Naxos 8.550654)[18]